# Palača Tau
Palača Tau (francuski: Palais du Tau) u Reimsu, Francuska, je bila palača reimskih nadbiskupa i povezana je s francuskim kraljevima, čija je krunidba održavana u obližnjoj katedrali Notre-Dame u Reimsu.

## Povijest
Karolinška palača je izgrađena na mjestu starije palače iz 6. ili 7. stoljeća, koja je opet izgrađena preko starije velike galo-rimske vile.  Palača je od tog doba služila kao rezidencija francuskih kraljeva prilikom njihove krunidbe u obližnjoj katedrali Notre-Dame. Kraljevi su tu odjevani prije ceremonije i svečanog mimohoda do katedrale. Također je kralj nakon krunidbe tu održavao kraljevski banket. Prvi zabilježeni kraljevski banket održan je 990., a posljednji 1825. godine. Prvi službeni spomen palače potječe iz 1131. godine, pri čemu se spominje njen neobičan tlocrt koji podsjeća na slovo Τ (tau, na grčkom).
Većina ranijih građevina je nestala i najstariji dio je kapela iz 1207. godine. 
Palače je obnovljena između 1498. i 1509. godine u gotičkom stilu, te je kasnije, od 1671. do 1710. godine, preuređena u današnji barokni izgled. Barokni izgled je zasluga dvaju arhitekata (Jules Hardouin-Mansart i Robert de Cotte).  Dana 19. rujna 1914. godine, palača je stradala u požaru i nije obnovljena do kraja Drugog svjetskog rata.
Od 1972. godine u palaču se smjestio kraljevski muzej (Musée de l'Œuvre) u kojemu su izložene skulpture i tapiserije iz katedrale, zajedno s relikvijama i drugim predmetima koji su povezani s krunidbom francuskih kraljeva, 
Palača Tau je zajedno s katedralom Notre-Dame i bivšom opatijom Saint-Remi upisana na UNESCO-ov popis mjesta svjetske baštine u Europi 1991. godine. Danas privalči oko 100,000 posjetitelja svake godine.